# Elżbieta Światopełk-Czetwertyńska
Elżbieta Światopełk-Czetwertyńska z domu Morawska (ur. 11 czerwca 1972) – polska bankowiec i ekonomistka, od 2021 prezes zarządu Banku Handlowego w Warszawie.

## Życiorys
Z Polski wyemigrowała w 1981 do Ekwadoru. Ukończyła studia na Wydziale Nauk o Żywieniu, Ekonomii i Marketingu Uniwersytetu w Reading w Wielkiej Brytanii. Do grupy Citi dołączyła w 1994, obejmując kolejno stanowiska w spółkach w Ekwadorze, w Dominikanie i w Stanach Zjednoczonych, na stanowiskach związanych z bankowością korporacyjną. 
W 2004 dołączyła do Banku Handlowego w Warszawie, do obszaru odpowiedzialnego za ryzyko i kredyty. W 2009 została szefem pionu bankowości przedsiębiorstw i pełniła tę funkcję aż do 2013, kiedy przeniosła się w ramach grupy Citi do Kolumbii, gdzie pełniła funkcje kierownicze w obszarze bankowości transakcyjnej dla obszaru Ameryki Łacińskiej. W 2015 przeniosła się do Ekwadoru, a w 2019 została kierującą spółkami Citi w Szwajcarii, Monako i Liechtensteinie.
W maju 2021 została prezesem Banku Handlowego w Warszawie, zastępując Sławomira Sikorę. Zasiada w Radzie Związku Banków Polskich.
Mężatka od 2005, matka trzech synów. Jej mężem jest urodzony w Kanadzie Christophe Światopełk-Czetwertyński.

## Odznaczenia i wyróżnienia
W 2011 otrzymała odznakę honorową „Za zasługi dla bankowości Rzeczypospolitej Polskiej”.